# Komenského mapa Moravy
Komenského mapa Moravy je mapa Moravy, kterou vytvořil Jan Amos Komenský (1592–1670). Poprvé byla vydána pravděpodobně v roce 1624.

## Historie
Komenský podklady k mapě shromažďoval řadu let a původně měla tvořit součást díla o moravských dějinách s názvem De Antiquitatibus Morauiae (O moravských starožitnostech), jehož rukopis se nedochoval. Snažil se v ní hlavně opravit chyby Fabriciovy mapy Moravy z roku 1569 a také ji doplnit o vlastní poznatky. Věnování, napsané latinou, bylo určeno Ladislavu Velenovi ze Žerotína a píše se v něm: „Početné jsou a rozličně vydané místopisné mapy naší vlasti, nejjasnější pane, ale všecky jsou plny chyb.“
Původní kresba Komenského mapy se nedochovala, dílo je známo z nejstarší tištěné verze – mědirytiny od A.Goose z Visscherovy amsterdamské dílny pravděpodobně z roku 1624, další pak jsou vročeny do let 1627, 1633, 1645 a 1664. V českých zemích vyšla Komenského mapa v roce 1677, tedy až po jeho smrti (1670) s titulem "Moraviae olim regnum nunc marchionatus" jako příloha díla Tomáše Pešiny z Čechorodu nazvaného Mars Moravicus. Tuto mapu vyryl Samuel Dvořák. V důsledku protireformační politiky na ní Komenského jméno není uvedeno.

## Popis
Mapa byla tištěna z dvanácti různých tiskových desek. Goosova mědirytina má rozměry 442 × 544 milimetrů. Tištěná mapa má obdélníkovou síť, ze které je odvozeno měřítko sítě 1 : 480 000. To se liší od měřítka samotné mapy, které je 1 : 530 000. Rozdíl vznikl dodatečným dokreslením sítě. Komenský na mapě zachytil nejen schematický reliéf, vodstvo a sídla různých typů (celkem 953), ale také vinice, léčivé prameny a lázně, sklárny a železnorudné, zlaté a stříbrné doly.
Celkem 720 objektů na mapě je pojmenováno.

## Jednotlivé výtisky
Označení jednotlivých výtisků pochází od Milana Václava Drápely.
- KMM P

Úplně první vydání mapy, které vzniklo pravděpodobně v roce 1624. Vzniklo v dílně nizozemského kartografa a vydavatele map Abrahama Goose. Mladší otisky z roku 1664 se nacházejí ve sbírce Geografického ústavu Přírodovědecké fakulty Masarykovy univerzity v Brně a také ve Vratislavi v Polsku.
- KMM A

Tato rytina pochází z let 1626–1627 a také vznikla v dílně Abrahama Goose. Používána byla v letech 1627-1713. Je pro ni příznačné pásmo vedut na horním okraji, které znázorňují města Polnou, Olomouc, Brno a Znojmo. V současné době je známo šest vydání této mapy.
- KMM A1

Jedná se o velkou rytinu Abrahama Goose, která se nachází v atlasech N. Vischera a P. Schenka.
- KMM A1.3

Pravděpodobně se jedná o variantu rytiny Abrahama Goose.
- KMM A1.4a

Pravděpodobně se jedná o variantu rytiny Abrahama Goose, kterou v roce 1645 vydal Nicolaes Vischer. Na rubu chybí text.
- KMM A1.5a

Pravděpodobně se jedná o variantu rytiny Abrahama Goose, kterou v roce 1664 vydal Nicolaes Vischer. Na rubu chybí text.
- KMM A2 (též KMM A3)

Jedná se o rytinu Abrahama Goose nacházející se v atlase N. Vischera a P. Schenka.
- KMM A3a - vydal Pieter Schenk
- KMM B

Rytina z let 1630–1672 pochází z dílny Jodoka Hondia.
- KMM B2a

Pravděpodobně se jedná o variantu rytiny Jodoka Hondia, kterou vydal Willem Blaeu. Na rubu chybí text.
- KMM B2c

Pravděpodobně se jedná o variantu rytiny Jodoka Hondia.
- KMM B3a

Prvaděpodobně se jedná o variantu rytiny Jodoka Hondia, kterou vydal Willem Blaeu. Na rubu chybí text.
- KMM C

Pravděpodobně se jedná o rytiny pocházející z dílny Henrika Hondia.
- KMM C1

Jedná se o rytinu Henrika Hondia, která se nachází v atlasech H. Hondia, později J. Janssonia, W. Nicolsona, G. Valka a P. Schenka.
- KMM C1a

Pravděpodobně se jedná se o variantu rytiny KMM C1.
- KMM C2

Jedná se o rytinu Henrika Hondia v atlase J. Janssonia.
- KMM C3a

Pravděpodobně se jedná o variantu Komenského mapy Moravy.
- KMM C4a

Pravděpodobně se jedná o variantu rytiny Henrika Hondia, kterou vydali Valk a Schenk.
- KMM D
- KMM Da

Pravděpodobně se jedná o variantu rytiny KMM D.
- KMM F

Pravděpodobně se jedná o rytinu Matthäuse Meriana. Původně tvořila součást souboru Topographia Bohemiae, Moraviae et Silesiae.
- KMM I
- KMM S

Varianta vznikla z přeryté desky vydání z roku 1754. Původně tvořila část atlasu.
- KMM T

Tato varianta mapy je Drápelou datována do roku 1701, ovšem Roubík ji datuje do roku 1739.